# Nikołaj Prochorkin
Nikołaj Nikołajewicz Prochorkin (ros. Николай Николаевич Прохоркин; ur. 17 września 1993 w Czelabińsku) – rosyjski hokeista, reprezentant Rosji, olimpijczyk.

## Kariera
- Krasnaja Armija Moskwa (2010-2013)
- CSKA Moskwa (2010-2015)
  -  Manchester Monarchs (2012)
  -  THK Twer (2012)
  -  Buran Woroneż (2015)
- Saławat Jułajew Ufa (2015-2016)
- SKA Sankt Petersburg (2016-2019)
- Los Angeles Kings (2019-2020)
  -  Ontario Reign (2019/2020)
- Mietałłurg Magnitogorsk (2020-2021)
- Awangard Omsk (2021-2022)
- SKA Sankt Petersburg (2022-2023)
- Sibir Nowosybirsk (2023)
- Awangard Omsk (2023-)

Wychowanek Mieczeła Czelabińsk. Od listopada 2012 ponownie zawodnik CSKA Moskwa. W styczniu 2015 przekazany tymczasowo do podrzędnego klubu Buran Woroneż. Od czerwca 2015 zawodnik Saławatu Jułajew Ufa. Od czerwca 2016 zawodnik SKA. W maju 2019 podpisał roczny kontrakt wstępujący z Los Angeles Kings na występy w NHL. W czerwcu 2020 prawa zawodniczego do niego w ramach KHL nabył od SKA Mietałłurg Magnitogorsk, a w lipcu 2020 Prochorkim podpisał dwuletni kontrakt z tym klubem. Pod koniec sierpnia 2021 został zawodnikiem Awangarda Omsk w toku wymiany za Dienisa Ziernowa. W maju 2022 powrócił do SKA. W sierpniu 2023 anonsowano jego transfer do HK Soczi. Ostatecznie pod koniec tego miesiąca trafił do Sibiru Nowosybirsk, skąd pod koniec grudnia 2023 przeszedł do Awangarda
W ramach ekipy olimpijskich sportowców z Rosji brał udział w turnieju zimowych igrzysk olimpijskich 2018.

## Sukcesy i wyróżnienia
Reprezentacyjne
- Złoty medal zimowych igrzysk olimpijskich: 2018

Klubowe
- Puchar Charłamowa – mistrzostwo MHL: 2011 z Krasnaja Armija Moskwa
- Puchar Kontynentu: 2015 z CSKA Moskwa
- Brązowy medal mistrzostw Rosji: 2015 z CSKA Moskwa
- Puchar Kontynentu: 2018 ze SKA
- Puchar Gagarina – mistrzostwo KHL: 2017 ze SKA
- Złoty medal mistrzostw Rosji: 2017 ze SKA
- Brązowy medal mistrzostw Rosji: 2018, 2019 ze SKA

Indywidualne
- KHL (2013/2014): Mecz Gwiazd KHL[14]

Wyróżnienie
- Zasłużony Mistrz Sportu Rosji w hokeju na lodzie (2018)[15]

Odznaczenie
- Order Przyjaźni (27 lutego 2018)[16]